# Александровка (село, Сосновский район)
Александровка — село в Сосновском районе Тамбовской области. Входит в состав Верхнеярославского сельсовета.

## География
Александровка расположена в пределах Окско-Донской равнины, в северо-западной части  района.
Климат
Александровка находится, как и весь район, в умеренном климатическом поясе, и входит в состав континентальной климатической области Восточно-Европейской Равнины. В среднем в год выпадает от 350 до 450 мм осадков. Весной, летом и осенью преобладают западные и южные ветра, зимой — северные и северо-восточные. Средняя скорость ветра 4-5 м/с.

## История
Деревня Александровка появилась в конце XVIII в. — первой половине XIX в.
На карте (план генерального межевания) 1790 г. Александровки ещё нет, а на топографической карте А. И. Менде 1862 г. она уже имеется.
Александровка была основана государственными крестьянами, переселенцами из села Правые Ламки Моршанского уезда.
Упоминается в документах ревизской сказки 1858 года под названием деревня Александровка. Она была населена крепостными крестьянами в количестве 225 человек (мужского пола — 112, женского пола — 113), принадлежавшими помещику Степану Васильевичу Лихареву. В числе проживавших крестьян были Иванов Трофим, Емельянов Андрей, Егоров Петр, Петров Василий, Ефимов Григорий, Титов Андрей.

## Население
| 2010 |
| ---- |
| 19   |

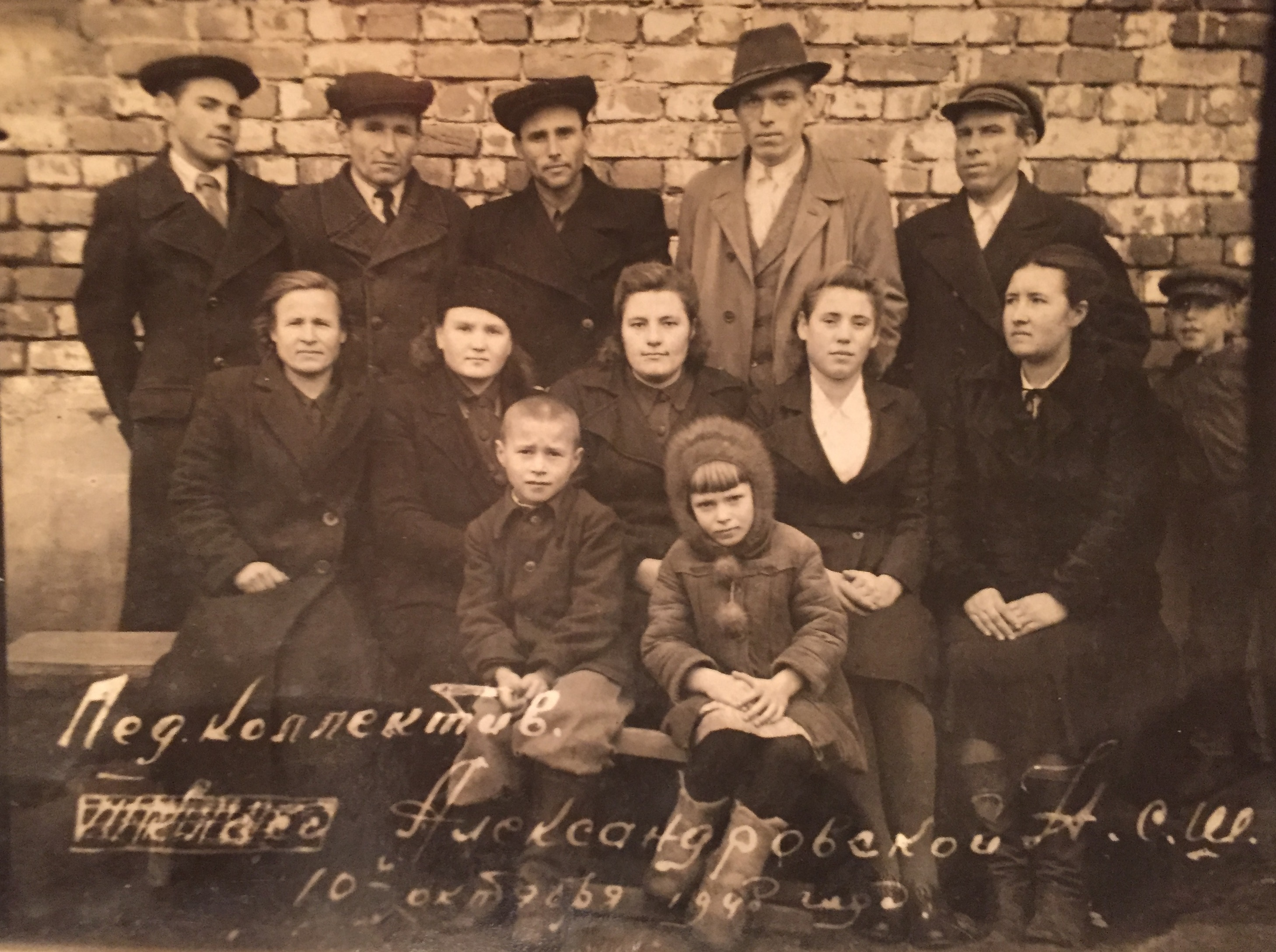
Коллектив Александровской НСШ, 1948 год

В списках населённых мест Тамбовской губернии по сведениям 1862 г. именуется как казенная деревня Александровка Праволамская при вершине Зеленой.
В ней было 59 дворов с населением 506 человек (мужчин — 258, женщин — 248).
В издании «Волости и важнейшие селения Европейской России» 1880 г. указывалось, что в селе на тот момент было 89 дворов, а население составляло 743 человека.
По данным первой всеобщей переписи населения Российской Империи 1897 г. население в Александровке проживало 1068 человек (мужчин — 532, женщин — 536).
В адрес-календаре Тамбовской губернии на 1910 г. было указано, что в селе имелось 160 домохозяйств и 1897 десятин земли.
В историко-статистическом описании Тамбовской епархии 1911 г. именуется как Александровка (Зелёное тож). Дворов 163, мужчин — 682, женщин — 611. Крестьяне имеют по 2 ½ десятин земли на душу в 3 полях. В селе имелась одноклассная церковно-приходская школа и церковно-приходское попечительство.
Однако данные из адрес-календаря Тамбовской губернии за тот же 1911 г. несколько отличаются: 195 дворов с населением 1339 человек (мужчин — 695, женщин — 644). Надельной земли было 1780 десятин, владение ею общинное.
По сведениям адрес-календаря Тамбовской губ. на 1914 г. численность населения составляла 2261 человек (мужчин — 1115, женщин — 1146). Земли было 1876 десятин.
По данным первой Всесоюзной переписи населения 1926 г. в селе было 284 хозяйства с населением 1370 человек (мужчин — 668, женщин — 702).
По спискам сельскохозяйственного налога на 1928-29 гг. в Александровке было 314 хозяйств с населением 1540 человек.
В 2010 году в Александровке проживало 19 человек.
К 2019 году постоянное население села составляет менее 10 человек

## Школа
Не позднее 90-х гг. XIX в. духовным ведомством открыта церковно-приходская школа. В 1893 году в ней учились 41 человек.
В сентябре 1939 г. — семилетка, с 1962 г. — восьмилетка.
Здание кирпичное, 1-этажное, постройки 1939 г.
Сейчас школа не существует.

## Храм
В 1864 году на средства прихожан был построен Николаевский храм, деревянный, холодный. В советский период храм был разрушен.

## Возрождение села
Государственной программой по оказанию содействия добровольному переселению в Российскую Федерацию соотечественников, проживающих за рубежом, принятой указом Президента РФ 22 июня 2006 года, был определен приоритетный проект — Ноополис «Сосновый». Проект имеет главной своей целью комплексное возрождение села Александровка Сосновского района, сбалансированное в отношениях с окружающей средой развитие и создание модели поселения реальной для широкого внедрения в интересах возрождения глубинных российских деревень, поселков, сел и малых городов. С учетом возможности переобучения планируется создание 600 рабочих мест.
В настоящее время в селе построено несколько коттеджей, оздоровительный центр, строится кирпичный храм.